# Branchinecta mexicana
Branchinecta mexicana е вид хрилоного от семейство Branchinectidae. Видът е критично застрашен от изчезване.

## Разпространение
Разпространен е в Мексико.